# William H. Hornibrook
William Harrison Hornibrook (* 6. Juli 1884 in Cherokee, Cherokee County, Iowa; † 1946) war ein US-amerikanischer Politiker und Diplomat.

## Leben
Seine Eltern waren Rosina und Dr. Edward Hornibrook. Er heiratete am 23. November 1906 Yolande Wilson. Hornibrook war Mitglied der Demokratischen Partei, Rechtsanwalt, Zeitungsverleger und von 1910 bis 1912 Mitglied des Senats von Idaho. Von 1913 bis 1915 war er im Vorstand der Demokratischen Partei von Oregon. Er war in Condon (Oregon) und Utah beheimatet.

## Diplomatische Laufbahn

### Siam
Am 12. Februar wurde Hornibrook zum Bevollmächtigten der US-Regierung Woodrow Wilson bei Vajiravudh in Siam berufen. Bei der Regierung in Thailand legte er seine Akkreditierung am 31. Mai 1915 vor. Ende 1916 beantragte er seine Abberufung.

### Iran
Am 12. Dezember 1933 wurde er zum Bevollmächtigten der Regierung Franklin D. Roosevelt in Iran berufen. Bei einem Gespräch mit Roosevelt in Begleitung von Wallace S. Murray, trug ihm dieser direkt an Roosevelt gerichtete Berichte zu verfassen. Am 15. Januar 1934 war er zu einem Hearing vor dem Kongress geladen. Am 19. März 1934 legte er seine Akkreditierung bei Reza Schah Pahlavi vor.
In Teheran löste er Charles Calmer Hart ab, der am 31. Oktober 1933 den Posten verlassen hatte.
Hornibrooks erster Bericht über die Regentschaft von Reza Schah Pahlavi fiel extrem positiv aus. Er berichtete von Fortschritt und Modernisierung, und dass der Schah Persien von der britischen Dominanz zu befreien plane. Später sandte er ausführliche Berichte über politische Gefangene in Iran und den Tod von Sardar Asad, von dem er vermutete, dass er keines natürlichen Todes gestorben war. Er berichtete auch von einem blutigen Massaker, bei dem mit Waffengewalt gegen das Tschador-Verbot Protestierende beim Schrein von Imam Ali ar-Rida in Maschhad vom 12. bis 14. Juli 1935 vorgegangen wurde.

### Afghanistan
Am 22. Januar 1935 wurde seine Mission auf die Regierung von Afghanistan ausgeweitet, sein Dienstsitz war weiterhin Teheran. Am 4. Mai 1935 legte er seine Akkreditierung beim Schah von Afghanistan Mohammed Sahir Schah vor. Er verließ den Botschafterposten in Teheran am 16. März 1936.

### Costa Rica
Am 2. Juli 1937 wurde er zum Bevollmächtigten der Regierung Roosevelt bei der Regierung León Cortés Castro in Costa Rica berufen. Er legte der Regierung am 2. September 1937 seine Akkreditierung vor.
Am 1. September 1941 verließ er den Posten des Botschafters in Costa Rica und wurde in den Ruhestand versetzt.